# 東京製鐵
東京製鐵株式会社（とうきょうせいてつ）は東京都千代田区に本社を置く日本の鉄鋼メーカー。国内最大手の電炉メーカーである。JPX日経インデックス400の構成銘柄の一つ。

## 概要
東京製鐵は日本の電炉メーカー最大手。無借金経営を行っており、日本の鉄鋼メーカー全体で見ても高い売上高経常利益率(ROS)であるなど良好な財務体質である。原材料が鉄スクラップであるため、業績も鉄スクラップの市況に影響されることが多い。主力のH形鋼で国内トップシェアを誇る。また電炉メーカーでありながら、ホットコイル（熱延広幅帯鋼）や酸洗コイル・メッキコイル(表面処理鋼板)、厚板など日本製鉄(旧 新日鐵住金)やJFEスチールに代表される高炉メーカーの得意分野への進出も目立つ。

### 経営
池谷太郎が創業し、東京製鐵を国内最大の電炉メーカーに育て上げる。1975年に太郎の長男、池谷正成が社長職を継ぎ、高炉メーカーとのH形鋼戦争、ホットコイルへの進出など果敢な経営で、東京製鐵の地位を不動のものとした。創業家の池谷家や関連財団が株式の約30%を保有するオーナー色の強い企業だったが、2007年に一族出身でない西本利一、2023年より奈良暢明が社長に就任した。

### 工場
- 岡山工場（岡山県倉敷市）
- 九州工場（福岡県北九州市若松区）
- 宇都宮工場（栃木県宇都宮市）
- 田原工場（愛知県田原市）

### 事業所
- 本社（東京都千代田区）
- 大阪支店（大阪府大阪市）
- 名古屋支店（愛知県名古屋市）
- 九州支店（福岡県北九州市）
- 岡山営業所（岡山県倉敷市）
- 宇都宮営業所（栃木県宇都宮市）
- 高松鉄鋼センター（香川県高松市）
- 名古屋サテライトヤード（愛知県名古屋市）

## 沿革
- 1934年 - 東京製鐵創業。
- 1953年 - 東亜鋼管工業を合併。
- 1960年 - 岡山県倉敷市に岡山工場建設着工。
- 1962年 - 岡山工場操業開始。
- 1969年 - 土佐電気製鋼所より同社高知工場を譲渡（以後東京製鐵高知工場として操業）。
- 1971年 - 大丸製鋼を合併、以後東京製鐵九州工場として操業。
- 1974年 - 本社を足立区から千代田区に移転。
- 1975年 - 土佐電気製鋼所を合併。
- 1976年 - 東証一部、大証一部に上場。
- 1978年 - 江戸川工場閉鎖。
- 1986年 - 千住工場閉鎖。
- 1987年 - 高知工場閉鎖。
- 1991年 - ホットコイルの生産開始。
- 1994年 - 栃木県宇都宮市に宇都宮工場建設着手。
- 1995年 - 宇都宮工場操業開始。
- 2005年 - 愛知県田原市で新工場用地を取得。
- 2009年11月 - 田原工場操業開始。
- 2012年4月 - 高松工場生産停止、高松鉄鋼センター開設。
- 2017年6月 - 長期環境ビジョン「Tokyo Steel Eco Vision 2050」発表。
- 2021年7月 - 国内4工場での太陽光発電設備完成。
- 2022年6月 - 名古屋サテライトヤード開設。

## テレビ番組
- 日経スペシャル ガイアの夜明け シリーズ「進化するリサイクル」第2弾 くず鉄が世界を駆ける（2009年12月1日、テレビ東京）[3] - 愛知県の新工場での「薄板」の本格生産を取材。